# Джордж Бак
Джордж Бак (на английски: George Back) е британски морски офицер, арктически пътешественик-изследовател, естественик и художник.

## Ранни години (1796 – 1818)
Роден е на 6 ноември 1796 година в Стокпорт, Великобритания. Още 12-годишен като юнга на военен кораб участва в морски сражения на британския флот с испанците и французите, докато не е заловен от последните и прекарва като военнопленник до 1814.

## Експедиционна дейност (1818 – 1837)
През 1818 се записва като доброволец в арктическата експедиция на Дейвид Бахан, а след това през 1819 – 1822 и 1825 – 1827 – в експедициите на известния английски полярен изследовател Джон Франклин, като по време на първата експедиция (1819 – 1822) е повишен в чин лейтенант.
През 1833 – 1835 възглавява сухопътна експедиция за търсене на експедицията на Джон Рос. Тръгва от североизточната част на Голямото Робско езеро (зал. Мак Лауд) на североизток. На 24 август 1833 вторично открива езерата Клинтън-Колдън, на 25 август, на 64º с.ш. – Ейлмър и започва спускане по изтичащата от него река Бак на север, но поради настъпилите студове отрядът е принуден да се върне в зимните си квартири на брега на Голямото Робско езеро.
През пролетта на 1834 Бак узнава, че експедицията на Джон Рос благополучно се е прибрала в Англия и решава на своя отговорност и риск да изследва откритата от него река предишната година. През юни се отправя на път с девет спътника и през юли 1834 започва плаване надолу по реката, като се надява тя да отведе до залива Коронейшън. На 65º 40` с.ш. реката рязко завива на изток, а след около 300 км надолу по течението – на изток-североизток. На 66º с.ш. по течението ѝ открива верига от проточни езера Пели, Гари, Макдугъл, а след Северния полярен кръг – езерото Франклин (66°40′ с. ш. 96°00′ з. д. / 66.666667° с. ш. 96° з. д.). На 29 юли достига до открития от него залив Чантри (67°30′ с. ш. 96°30′ з. д. / 67.5° с. ш. 96.5° з. д.) и две седмици го изследва, като на 67°55′ с. ш. 96°20′ з. д. / 67.916667° с. ш. 96.333333° з. д. открива и изследва остров Монреал, а на 11 август – носовете Рос и Бут, намиращи се на южното крайбрежие на остров Кинг Уилям. Отрядът благополучно се завръща до Голямото робско езеро, където провежда второ зимуване и през есента на 1836 се завръща в родината.
През 1836 става капитан и е назначен за командир на експедиция, целта на която е изследването на арктическото крайбрежие на Северна Америка. След тежко зимуване сред ледовете на Канадския арктичен архипелаг и значителна повреда на кораба в резултат от сблъскването с айсберг през 1837 експедицията се връща в Англия без някакви постижения.

## Следващи години (1838 – 1878)
През 1839 г., напуска активната морска служба, но до края на живота си проявява активен интерес към изследването на Арктика.
В началото на 50-те години на XIX век е съветник в Британското адмиралтейство по време на търсенето на изчезналата експедиция на Джон Франклин. По-късно е заместник-председател на Кралското географско дружество. За големите си заслуги по откриването и изследването на Канадска Арктика през 1859 е повишен във вицеадмирал, а през 1876 в адмирал.
Умира на 23 юни 1878 година в Лондон на 81-годишна възраст.

## Памет
Негово име носят:
- залив (69°37′ с. ш. 98°25′ з. д. / 69.616667° с. ш. 98.416667° з. д.) на северозападното крайбрежие на остров Кинг Уилям в Канадския арктичен архипелаг;
- залив (73°32′ с. ш. 97°20′ з. д. / 73.533333° с. ш. 97.333333° з. д.) на североизточното крайбрежие на остров Принц Уелски в Канадския арктичен архипелаг;
- нос на северния бряг на Аляска;
- нос (74°13′ с. ш. 118°47′ з. д. / 74.216667° с. ш. 118.783333° з. д.) на северния бряг на остров Банкс в Канадския арктичен архипелаг;
- нос (70°09′ с. ш. 16°46′ з. д. / 70.15° с. ш. 16.766667° з. д.) на западния бряг на остров Виктория в Канадския арктичен архипелаг;
- нос (80°56′ с. ш. 67°12′ з. д. / 80.933333° с. ш. 67.2° з. д.) на източния бряг на остров Виктория в Канадския арктичен архипелаг;
- проток (81°24′ с. ш. 57°21′ и. д. / 81.4° с. ш. 57.35° и. д.) между островите Джаксън на юг и Карл Александър на север в архипелага Земя на Франц Йосиф;
- река (устие, 67°11′ с. ш. 95°20′ з. д. / 67.183333° с. ш. 95.333333° з. д.) в Северна Канада.

## Трудове
- „Narrative of the Arctic land expedition“ (1836).
- „Narrative of an expedition of H. M. S. „Terror“ (1838).